# Теклас – България
„Теклас – България“ ЕАД е българско промишлено предприятие със седалище в Кърджали, най-големият в страната производител на изделия от каучук и пластмаса.
Основано е през 2004 година като подразделение на турското „Теклас каучук санайи ве тиджарет“ и през следващите години се превръща в най-голямото производствено и развойно подразделение в групата с производствени бази в Кърджали, Крумовград и Враца. Произвежда главно каучукови и пластмасови компоненти за флуидните системи на автомобили. Към 2019 година има 448 млн. лева приходи от основната си дейност и чиста печалба от 55,4 млн. лв.